# الحزب المحافظ لولاية نيويورك
الحزب المحافظ لولاية نيويورك (بالإنجليزية: Conservative Party of New York State)‏ هو حزب سياسي أمريكي، أسس في 1962، يقع مقره في بروكلين، ومن مؤسسيه J. Daniel Mahoney ‏، وتشارلز إي. رايس، وتشارلز أديسون.

## أعضاء بارزون
- كود سباركل
- تحديث القائمة

- شان هانيتي
- جيمس باكلي
- جون تايلور جاتو
- جورج شويلر
- ويليام كارني
- Suzanne La Follette
- هيربرت لندن
- Angela Wozniak
- J. Daniel Mahoney
- James Molinaro